# Edward Palmer (botaniste)
Pour les articles homonymes, voir Edward Palmer et Palmer.
Edward Palmer est un médecin et un botaniste américain d’origine britannique, né le 12 janvier 1831 à Hockwold cum Wilton dans le Norfolk et mort le 10 avril 1911 à Washington.

## Biographie
Il s’installe aux États-Unis en 1850. Il est chirurgien dans l’armée américaine de 1862 à 1867 et est en poste dans le Colorado, au Kansas et en Arizona. De 1862 à 1910, il collecte des plantes en Arizona, en Californie et au Mexique. Il fait paraître en 1885 List of Plants collected in S.W. Chihuahua.... Asa Gray (1810-1888) lui dédie en 1876 le genre Palmerella de la famille des Campanulaceae.